# Bolsa de Barcelona
La Bolsa de Barcelona (en catalán: Borsa de Barcelona) es una bolsa de valores española definida como mercado secundario oficial, destinado a la negociación en exclusiva de las acciones y valores convertibles o que otorguen derecho de adquisición o suscripción. La Bolsa de Barcelona es una sociedad filial de Bolsas y Mercados Españoles (BME).
Según la Ley del Mercado de Valores (LMV), «Son mercados secundarios oficiales de valores aquellos que funcionen regularmente, conforme a lo prevenido en esta Ley y en sus normas de desarrollo, y, en especial, en lo referente a las condiciones de acceso, admisión a negociación, procedimientos operativos, información y publicidad».
En la práctica, los emisores de renta variable acuden a la bolsa también como mercado primario donde formalizar sus ofertas de venta de acciones o ampliaciones de capital. Asimismo, también se contrata en bolsa la renta fija, tanto deuda pública como privada.

## Historia
En el año 1831 se crea la Bolsa Oficial en España. Inicialmente este establecimiento se hace en régimen de monopolio en la ciudad de Madrid. Hasta el 1890, en que la aprobación del nuevo Código de Comercio, el cual establecía el sistema de libertad, se autoriza otra bolsa oficial en Bilbao. En este momento, también se le ofreció al mercado de Barcelona la posibilidad de ser bolsa oficial. Sin embargo, el ofrecimiento se rechazó al preferir continuar con el incipiente, y luego importante mercado no regulado, el «mercado libre», que en aquel tiempo iba formándose en la Lonja de Mar, sede histórica de la Bolsa de Barcelona.
Este «mercado libre» comienza a gestarse en la coyuntura de prosperidad relativa, que sigue a la guerra de la Independencia española. Dentro de esta coyuntura en Cataluña se empiezan a producir ciertos cambios estructurales: En la industria textil la modernización está ligada a la aparición del vapor y, en definitiva, al maquinismo. Algo similar, si bien diferente en intensidad y orientación, sucede en el naciente sector metalúrgico. Surgen compañías de crédito y de seguros y, sobre todo, comienza el ferrocarril.
Estos cambios propician la proliferación y la creación de empresas, la mayoría de pequeño tamaño, a menudo de ámbito familiar o de agrupación de profesionales que desarrollan negocios diversos, con capitales reducidos y, a menudo, de corta duración. También aparecen, como continuación del dinamismo de la segunda mitad del siglo XIX, compañías de tamaño medio, normalmente de tipo industrial (transformador) que mueven significativas cantidades de facturación con niveles de ocupación bastante importantes.
Asimismo empiezan a aparecer sociedades mercantiles de gran dimensión. Se trata de proyectos tan ambiciosos como futuristas, que por su dimensión requieren sumas de capital elevados, lo que les lleva, más allá de los recursos propios, a la demanda de fondos ajenos; pedida que resultará facilitada por el hecho que la forma jurídica de estas compañías sea la de sociedades anónimas.
La aparición de esta demanda del capitalismo industrial, dibuja un escenario que plantea requerimientos de diferente tipo, pero sobre todo necesidad de un mercado de capitales donde las empresas representativas encuentren fuentes de financiación; ya que el recurso al crédito no es la principal fuente de financiación para dos aspectos. En primer lugar, porque los mismos bancos son promotores y accionistas de los nuevos proyectos y, por tanto, ya aplican sus capitales a estos. En segundo lugar, para que las nuevas compañías, aunque acuerdan la suscripción del capital total, no piden su total desembolso, sino que se reclamando a través de aportaciones parciales en el transcurso del tiempo, es decir, utilizando la práctica del dividendo pasivo.
Así pues aparece la necesidad de disponer de un mercado apropiado, es decir, de una bolsa donde coticen las compañías y se negocien los títulos correspondientes, tanto para llegar donde los accionistas fundadores no pueden hacerlo, como para poder disponer en el momento oportuno del importe de los dividendos pasivos pendientes. De este modo, la actividad bursátil crece, ampliando la operativa tradicional centrada en la contratación de valores de deuda pública. Al mismo tiempo nuevos tipos de «mediadores» se suman a los corredores de cambio, al amparo de modificaciones en los procedimientos de actuación. En cualquier caso la Bolsa de Barcelona sigue siendo un mercado libre (no oficial), es decir, regido por normas consuetudinarias modificadas por acuerdos de los participantes y, por tanto, no sujeto a regulaciones específicas promulgadas por autoridades gubernamentales. Sin embargo, la Bolsa de Barcelona se convierte en la época en el mercado de acciones más importante de todo el panorama financiero español.
La Bolsa de Barcelona evoluciona en diferentes épocas, tanto desde el punto de vista institucional y organizativo como en aquellos aspectos técnicos referentes a contratación, liquidación y supervisión.
La primera época, con documentación estadística de precios y cambios, arranca en 1830 y concluye en 1914, época en que opera el «Mercado Libre de Valores de Barcelona».
La segunda época comienza en 1915, imponiendo la obligación de un mercado oficial, sujeto a las reglamentaciones de los establecimientos de este tipo en España; no obstante, la Asociación del Mercado Libre, como heredera de la situación anterior, mantiene abierta una plataforma contractual que acabará con el inicio de la guerra civil española; coexisten, durante este período, dos parqués a modo de mercado dual: uno oficial, en la Lonja de Mar, y otro autorregulado, en un edificio de la calle de Aviñó.
Terminada la guerra, la bolsa retoma su actividad. En esta tercera época, la Bolsa de Barcelona es ya solo mercado oficial y enmarca un largo período hasta la aplicación de la Ley de Reforma del Mercado de Valores de 1988.

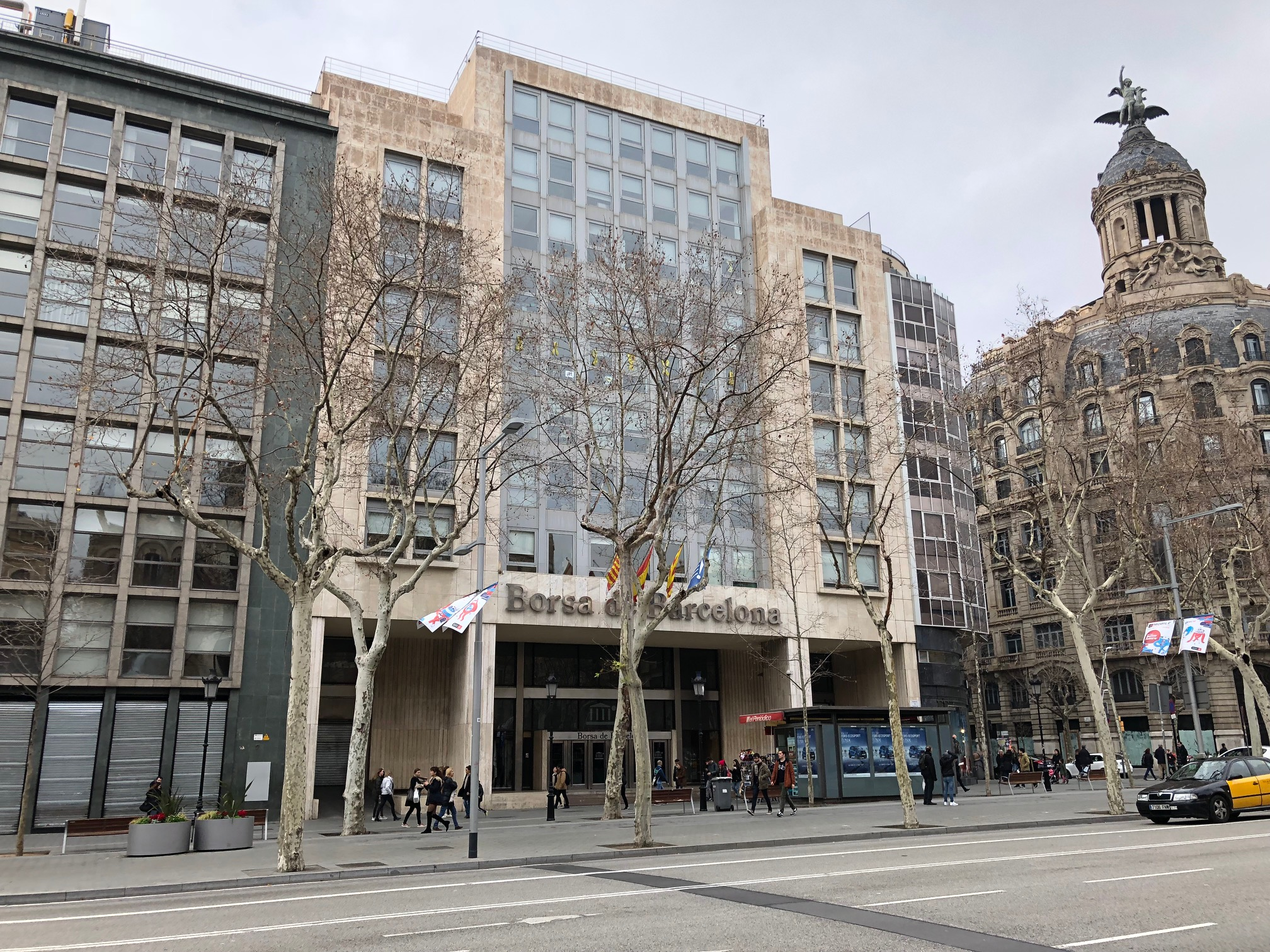
Edificio de la Bolsa de Barcelona en el paseo de Gracia.

Con esta reforma comienza una cuarta época en la que, en perspectiva institucional, la Bolsa de Barcelona pierde ámbitos funcionales y ciertas prerrogativas de identidad: se establece el Sistema de Interconexión Bursátil Español (SIBE), es decir, un sistema unificado de contratación con cuatro puertas de entrada. El horario de contratación se alarga y se abandona el régimen de corros como sistema único por un mercado informatizado y continuo.
La Bolsa de Barcelona pierde el sistema de compensación y liquidación de los valores interconectados a favor de una sociedad única para estos menesteres localizada en Madrid. También la Bolsa de Barcelona tiene que abandonar su potestad reguladora, sometiéndose a la supervisión de la Comisión Nacional del Mercado de Valores (CNMV) y en aspectos menores en competencias estatutarias otorgadas a la Generalidad de Cataluña. Igualmente desaparecen los agentes de cambio y bolsa y en su lugar surgen las sociedades y agencias de valores, con lo cual se inicia un proceso de bancarización del mercado. La bolsa deja de ser corporación de derecho público y pasa a ser sociedad anónima, que como tal se rige por una sociedad rectora que actúa como consejo de administración.
En esta época la Bolsa de Barcelona, conjuntamente con el resto de establecimientos históricos, comienzan el camino que culminará con la constitución de Bolsas y Mercados Españoles. En 2002 los socios de las diferentes sociedades rectoras, tanto bursátiles como de contratación de derivados, de renta fija y de liquidación, deciden constituirse en holding para promover un proceso de generación de valor, mejorar los niveles de eficiencia, disponer de una representación unificada en el exterior y, en definitiva, afrontar los nuevos retos de futuro sin excluir la posibilidad, una vez procedido su desmutualización, de salir a cotizar, lo que tiene lugar el día 14 de julio de 2006.